# Огюст Анрі Форель
Огюст Анрі Форе́ль (фр. Auguste-Henri Forel; 1 вересня 1848, Ла-Грасьєз, кантон Во, Швейцарія — 27 липня 1931, Іворн, кантон Во) — швейцарський психіатр, невропатолог і ентомолог.

## Наукова діяльність
Праці Фореля присвячені питанням анатомії і фізіології центральної нервової системи. Є також автором відомих праць «Гіпнотизм, його психологічне, медичне, криміналістичне значення і застосування», виданої 1889 року та «Статеве питання», виданої 1905 року.
Здійснив подорожі з науковою метою у Туніс (1889), Алжир (1889, 1893), Болгарію (1891), Колумбію (1896) і Північну Америку (1899).
Займався біосоціальними проблемами алкоголізму, проституції і венеричних хвороб тощо. У галузі ентомології зробив опис близько 3 тисяч видів гіменоптер (перетинчастокрилих), видав у 1921—1923 роках п'ятитомну працю «Соціальне життя мурашок».